# Aeroporto de Badajoz
O Aeroporto de Badajoz (código IATA: BJZ, código OACI: LEBZ) é um aeroporto espanhol da Aena que está situado a 14 quilómetros do centro urbano da cidade de Badajoz (Espanha), mas dentro de seu termo municipal, junto à Base Aérea de Talavera la Real, também dentro do termo municipal de Badajoz, e a 45 km de Mérida, capital de Estremadura. O aeroporto encontra-se ligado a ambas cidades pela Autovia de Estremadura (A-5).
Compartilha pista e torre de controle com uma base aérea do exército do ar espanhol, a de Talavera la Real. O terminal civil e a base aérea estão separadas pela pista, diferenciando assim as duas instalações.
Entre 2006 e 2007, o aeroporto sofreu uma série de obras para fazer efetiva uma ampliação do terminal (de 2.500 m² a 4.400 m²), da plataforma de aeronaves (de 16.000 m² a uma para aviação comercial de 30.000 m² e outra de aviação geral de 5.000 m²) e do estacionamento (passando de 129 a 245 praças, todas gratuitas). Em 28 de julho de 2010 pôs-se fim a todas as obras com a posta em funcionamento do resto de instalações.
Ademais, em janeiro de 2009 se licitou o aumento e a repavimentação da pista de aterragem e a rua auxiliar até a plataforma civil, com um custo de 6.7 milhões de € e 6 meses de prazo de execução, já finalizada.
Também se encontram em diferentes fases partidas para melhorar as comunicações e o controle do Aeroporto, bem como a construção de uma nova Central Elétrica por um custo de 4 milhões de €.
Em 2007 marcou seu recorde de passageiros, com 91.789 (fonte: AENA).
Este aeroporto obteve no ano 2008 o certificado internacional ISO-9001.

## História
Durante a guerra civil constrói-se nas cercanias de Badajoz o campo de voo militar das Bardocas. Devido a sua situação geográfica (a zona encontra-se encaixada entre os rios Guadiana e Xévora) não é possível a ampliação das instalações. Esta circunstância obriga a construir um novo aeródromo próximo de Talavera la Real, a 14 quilómetros de Badajoz.
A princípios de 1951, inicia-se a terraplanagem da pista de voo e no verão desse mesmo ano termina-se a torre de controle. As duas pistas inicialmente previstas, ficaram reduzidas a uma, com orientação 13-31, e que na atualidade, depois de várias ampliações, tem uma longitude de 9.348 pés (2.805m), e está equipada com as "crash barriers" (Barreiras de contenção), que tanto impressionaram ao Ministro do Ar, General Gallarza, em sua visita aos Estados Unidos de América em maio de 1954. A pista conclui-se a princípios de 1953, e em dezembro instala-se a Escola de Reatores do Exército do Ar.
A base aérea melhora as suas instalações e a 12 de setembro de 1958 abre-se ao tráfico aéreo nacional. Em junho de 1954 estabelecem-se as serviços aeronáuticas de Talavera, posteriormente modificadas em 1968.
Os primeiros voos comerciais que partiram de Badajoz para Madrid o fizeram nos anos 40, usando como base o aeródromo das Bardocas, e não foi até 12 de setembro de 1958 em que se abriu ao tráfico aéreo nacional, o aeroporto de Badajoz, sendo operada a linha aérea Madrid-Badajoz pela companhia Aviaco. A primeira linha aérea regular da companhia Ibéria inaugura-se a 14 de julho de 1976 com a linha Madrid-Badajoz, e utilizam-se as instalações da base aérea para a atenção dos passageiros.
Os problemas que surgem pelo uso conjunto do aeroporto aconselham a construção de uma plataforma de estacionamento de aeronaves e um edifício terminal independentes no lado oposto da pista. As obras iniciam-se em 1981 e concluem em 1983, ainda que o terminal não se utiliza até 1990, momento no que se estabelecem dois voos diários com Madrid e dois voos por semana com Barcelona.
Outras linhas aéreas que têm operado no Aeroporto de Badajoz e que actualmente não o fazem são Air Europa Express, Lagun Air e Spanair.
Entre março de 2007 e maio de 2009 a Air Nostrum operou uma rota regular com Bilbau, com duas frequências semanais.
Depois de uma pausa nas atividades do aeroporto, causadas pela negativa da Junta da Estremadura a renovar a subvenção à companhia Air Nostrum em janeiro de 2012, a companhia Helitt, toma o relevo das operações com voos regulares a Madrid, Barcelona e Málaga desde março do mesmo ano.
Em fevereiro de 2013 a companhia Helitt cancela todas suas operações desde o Aeroporto de Badajoz.
Na primavera de 2014, iniciaram-se negociações com o Aeroporto de Melilla, situada em dita cidade espanhola, e tem-se previsto o início de operações com este aeroporto, para tráfico aéreo de tipo civil, em verão desse mesmo ano.
A frequência civil da Torre de Talavera é 122.1 MHz.

## Evolução do tráfego de passageiros
Em 2018, o Aeroporto de Badajoz já recebeu um total de 10.295  passageiros.[carece de fontes?]
| Evolução de trafégo de passageiros |
|                                    |

## Evolução do Número de Operações
Em 2018, o Aeroporto de Badajoz já realizou 268 operações.[carece de fontes?]
| Evolução de trafégo de passageiros |
|                                    |

## Infra-estruturas

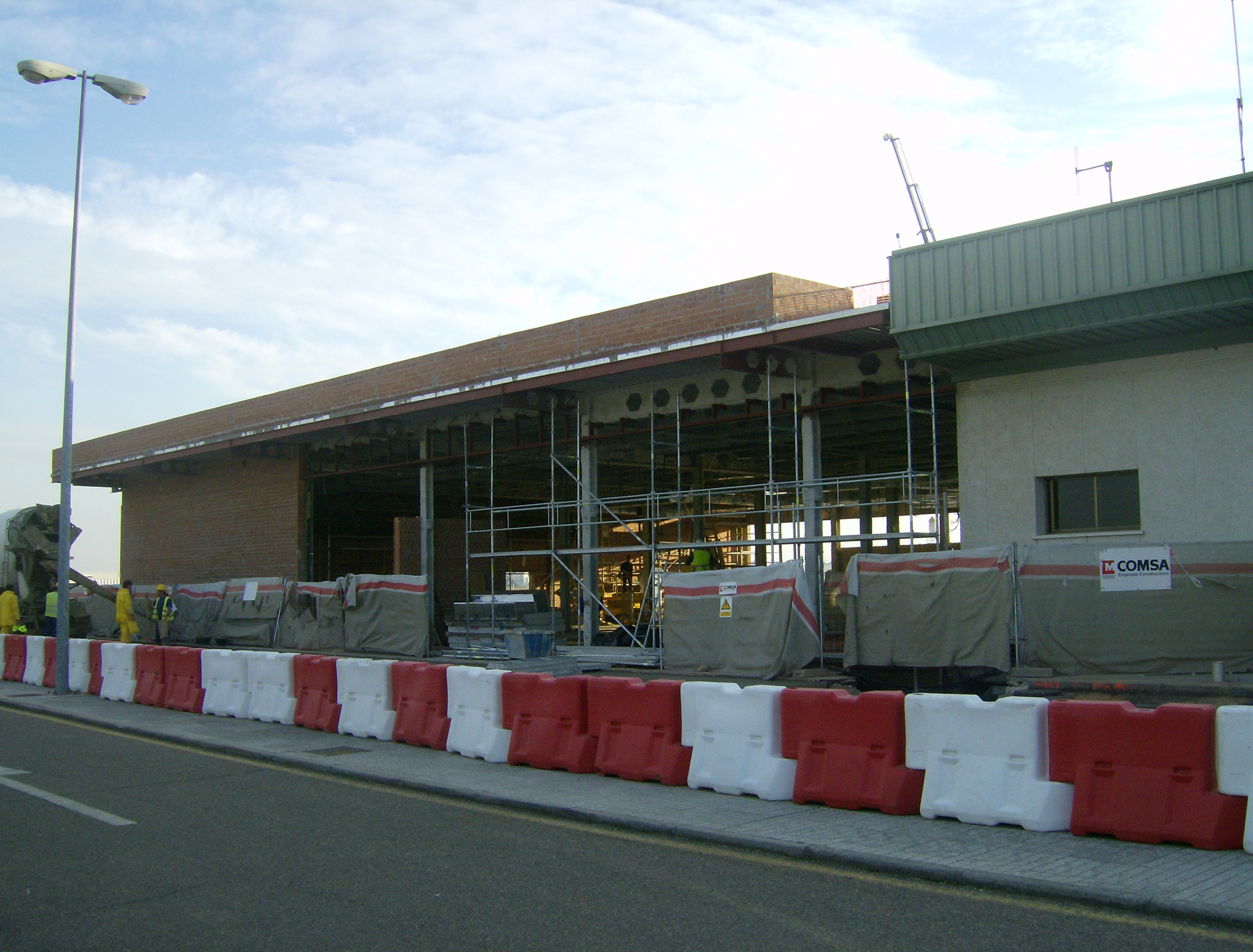
Obras de ampliação do terminal de passageiros do Aeroporto de Badajoz em setembro de 2008.

Este aeroporto dispunha no ano 2008 das seguintes infraestruturas:
- 1 pista de 2.850 metros.
- 1 plataforma de aeronaves de 16.000 m².
- 1 Terminal de passageiros dotada de:
  - 4 Balcões de faturação.
  - 1 Filtro de Segurança.
  - 2 Portas de Embarque.
  - 1 linha de recolhida de bagagens.
  - Cafetaria - Restaurante.
  - Balcões de linhas aéreas.
  - Escritórios de aluguer de carros.
  - Escritório de escola de aviação.
- 1 estacionamento gratuito de 129 praças.
- 1 praça de Táxis.

Assim ficou em julho de 2010 após a ampliação:
- 1 pista de 2.850 metros.
- 2 plataformas de aeronaves, de 30.000 e 5.000 m².
- 1 Terminal de passageiros dotada de:
  - 8 Balcões de faturação + 1 para bagagens especiais.
  - 1 Filtro de segurança.
  - 3 Portas de embarque.
  - 1 Hipódromo em pátio de saídas.
  - 2 Linha de recolhida de bagagens + 1 para bagagens especiais.
  - Sala de controle de passaportes.
  - Cafetaria - Restaurante.
  - Zona comercial.
  - Balcões das linhas aéreas.
  - Escritórios de aluguer de carros.
  - Escritórios escola de aviação.
- 1 estacionamento gratuito de 245 praças.
- 1 praça de Táxis.

## Códigos Internacionais
- Código IATA: BJZ
- Código OACI: LEBZ

## Linhas aéreas e destinos
| Cidade                      | Nome do Aeroporto              | Linhas aéreas                 |
| Nacional                    | Nacional                       | Nacional                      |
| --------------------------- | ------------------------------ | ----------------------------- |
| Catalunha                   |                                |                               |
| Barcelona                   | Aeroporto de Barcelona-El Prat | Air Nostrum (Iberia regional) |
| Comunidade de Madri         |                                |                               |
| Madrid                      | Aeroporto de Madrid-Baralhas   | Air Nostrum (Iberia regional) |
| Ilhas Baleares (Estacional) |                                |                               |
| Ibiza                       | Aeroporto de Ibiza             | Air Nostrum (Iberia regional) |
| Palma de Mallorca           | Aeroporto de Palma de Maiorca  | Air Nostrum (Iberia regional) |
| Ilhas Canárias              |                                |                               |
| Tenerife                    | Aeroporto de Tenerife Norte    | Air Nostrum (Iberia regional) |

## Curiosidades
O aeroporto de Badajoz é um dos poucos aeroportos espanhóis onde tem estado presente o Concorde da Air France. Este facto se sucedeu a 5 de junho de 1989, e foi motivo para prémio para os vencedores de um concurso organizado pela Caixa de Badajoz celebrando o seu centenário de criação, e a razão mais provável pela que aterrou neste aeroporto é que por aquele então possuía uma das pistas de aterragem de maior comprimento de todo o país. Este facto suscitou uma grande expectação entre a população, ainda que não se guardam registos de noticiários daquele dia, pelo que não se pode medir até que ponto chegou.

## Ajudas à navegação
Dispõe de diferentes rádio-ajudas à navegação.
- Pista 31: ILS CAT I com localizador ITL emitindo em 110.5 MHz, senda de plano emitindo em 329.6 MHz desde 38° 53′ 10,5″ N, 6° 48′ 35,7″ O  / 38.886250,  Rádio-baliza exterior (OM) em 75 MHz desde 38° 48′ 26,1″ N, 6° 41′ 56,9″ O  / ,  e rádio-baliza intermediária (MM) em 75MHz desde 38° 52′ 41,8″ N, 6° 47′ 52,7″ O  / , .
- DVOR: com localizador VBZ emitindo em 116.8 MHz desde 38° 53′ 24″ N, 6° 48′ 57″ O  / , .
- NDB: com localizador BJZ emitindo em 298 KHz desde 38° 49′ 00″ N, 6° 41′ 54″ O  / , .
- TACAN: com localizador TBC emitindo em CH25 desde 38° 53′ 30″ N, 6° 49′ 07″ O  / , .